# Barracas (Buenos Aires)
Barracas is een wijk (barrio) van de Argentijnse hoofdstad Buenos Aires.

## Geschiedenis

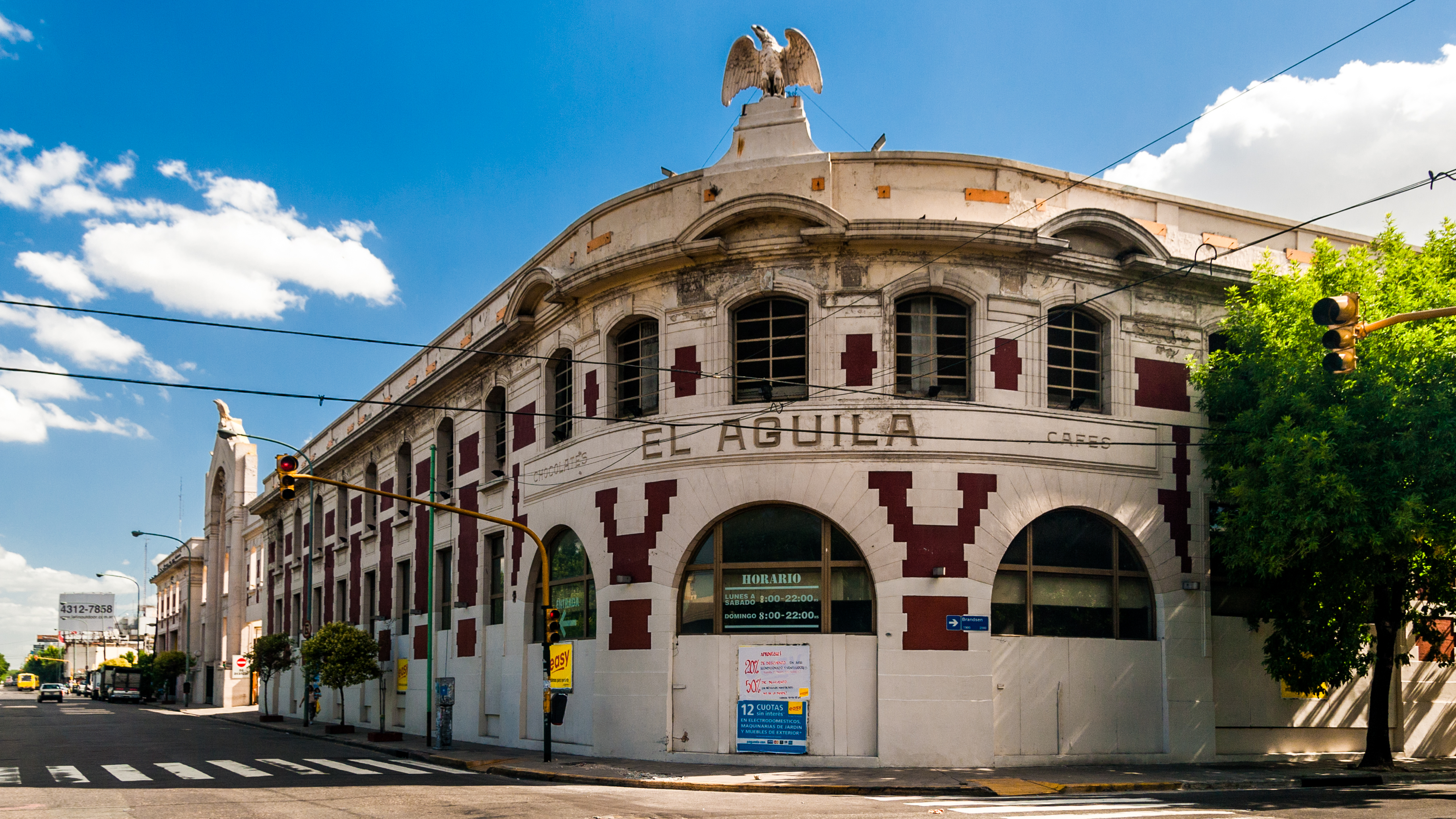
El Aguila Koffiehuis en chocolatier

Barracas ontstond in de 18de eeuw op de oevers van de Riachuelo. De plaats stond bekend als slavenkwartier en er werd ook leer gelooid en er waren vele slachthuizen. In 1791 werd er een brug gebouwd die de buurt een belangrijkste strategische waarde gaf tijdens de Britse invasie van Río de la Plata. In 1858 werd de brug vernield en vervangen door een ijzeren brug in 1871. Met deze brug waren er vele problemen tot ze uiteindelijk vervangen werd in 1931 door een brug die er nu nog steeds staat.
In de 19de eeuw woonden vele welvarende families in Barracas. De Avenida Santa Lucia was de belangrijkste straat met vele bekende winkels. Nadat de gele koorts kwam in 1871 verlieten vele rijke en middenklas-families de buurt en trokken naar het noorden van de stad waardoor Barracas meer een arbeiderswijk werd, wat het tegenwoordig nog steeds is. In de wijk wonen vele Italo-Argentijnen.
Tot 1980 waren fabrieken de belangrijkste vorm van werkgelegenheid, sindsdien zijn er vele gesloten.
Agronomía · Almagro · Balvanera · Barracas · Belgrano · Boedo · Caballito · Chacarita · Coghlan · Colegiales · Constitución · Flores · Floresta · La Boca · La Paternal · Liniers · Mataderos · Monte Castro · Monserrat · Nueva Pompeya · Núñez · Palermo · Parque Avellaneda · Parque Chacabuco · Parque Chas · Parque Patricios · Puerto Madero · Recoleta · Retiro · Saavedra · San Cristóbal · San Nicolás · San Telmo · Vélez Sársfield · Versalles · Villa Crespo · Villa del Parque · Villa Devoto · Villa Lugano · Villa Luro · Villa Mitre · Villa Ortúzar · Villa Pueyrredón · Villa Real · Villa Riachuelo · Villa Santa Rita · Villa Soldati · Villa Urquiza